# Élie Blanchard
Joseph Élie (Élie) Blanchard (Montreal, 3 augustus 1881 - Montreal, 12 december 1941) was een Canadees lacrossespeler. 
Met de Canadese ploeg won Blanchard de olympische gouden medaille in 1904.

## Resultaten
- 1904  Olympische Zomerspelen in Saint Louis